# 20.000 leghe sotto i mari (film 1973)
20.000 leghe sotto i mari (Twenty Thousand Leagues Under the Sea) è un mediometraggio d'animazione televisivo del 1973 prodotto e diretto da William Hanna e Joseph Barbera. Basato sul romanzo Ventimila leghe sotto i mari di Jules Verne, il film fu prodotto dalla divisione australiana della  Hanna-Barbera Productions per il ciclo Famous Classic Tales della CBS, dove fu trasmesso il 22 novembre 1973.

## Trama
Nel 1866 navi di varie nazionalità vengono affondate da un misterioso mostro marino, che in seguito si ipotizza potrebbe essere un gigantesco narvalo. Il governo degli Stati Uniti organizza una spedizione a New York per trovare e distruggere il mostro. Tra i partecipanti ci sono il biologo marino francese Pierre Aronnax e il baleniere e fiociniere canadese Ned Land. La spedizione lascia Brooklyn a bordo della fregata Abramo Lincoln della United States Navy, quindi viaggia verso sud. Dopo quasi un anno di ricerche infruttuose, la fregata individua il mostro, che attacca la nave. Aronnax e Land vengono scagliati in mare e catturati da dei sommozzatori che li portano all'interno del "mostro", che in realtà è un sottomarino futuristico chiamato Nautilus. I due vengono presentati al costruttore e comandante del sottomarino, il capitano Nemo, che mostra loro come il mezzo sia alimentato elettricamente e possa condurre ricerche marine avanzate. Nemo spiega loro di aver costruito il Nautilus per contrastare la distruzione e l'inquinamento perpetrati dagli uomini nei mari, autoimponendosi un esilio al suo interno. Dice anche ai suoi nuovi passeggeri che la sua esistenza segreta significa che non può lasciarli partire: devono rimanere a bordo in modo permanente. Nei successivi sei mesi il Nautilus, dotato anche di grande velocità, visita molte regioni oceaniche, tra cui il leggendario regno sottomarino di Atlantide e il polo sud. Dopo aver vissuto varie avventure, Ned e Aronnaux decidono di fuggire quando il Nautilus viene attaccato da una cannoniera. La loro fuga su una scialuppa è resa difficoltosa da un vortice; mentre Ned e Aronnaux si salvano arpionando un albero su un'isola, il Nautilus e la cannoniera scompaiono nel vortice.

## Cast vocale
Il cast vocale originale è composto da:
- Tim Eliott
- Ron Haddrick
- Don Pascoe
- John Stephenson[1]

## Distribuzione

### Edizioni home video
Il film fu pubblicato in VHS in America del Nord nel 1984 dalla Worldvision Enterprises e nel 1989 dalla Turner Home Entertainment, mentre in Italia nell'ottobre 1993 dalla Panarecord.